# (12668) Scottstarin
(12668) Scottstarin, désignation provisoire 1979 MX1, est un astéroïde de la ceinture principale découvert en 1979.

## Description
(12668) Scottstarin a été découvert le 25 juin 1979 à l'observatoire de Siding Spring, situé près de Coonabarabran, en Nouvelle-Galles du Sud, en Australie, par Eleanor Francis Helin et Schelte J. Bus.

### Caractéristiques orbitales
L'orbite de cet astéroïde est caractérisée par un demi-grand axe de 2,78 UA, un périhélie de 2,66 UA, une excentricité de 0,04 et une inclinaison de 3,51° par rapport à l'écliptique. Du fait de ces caractéristiques, à savoir un demi-grand axe compris entre 2 et 3,2 UA et un périhélie supérieur à 1,666 UA, il est classé, selon la JPL Small-Body Database, comme objet de la ceinture principale.

### Caractéristiques physiques
(12668) Scottstarin a une magnitude absolue (H) de 14,1 et un albédo estimé à 0,119.

## Étymologie
Cet astéroïde est nommé en l'honneur de Scott Robin Starin (1975-).